# Курово (Підляське воєводство)
Курово (пол. Kurowo) — село в Польщі, у гміні Кобилін-Божими Високомазовецького повіту Підляського воєводства.
У 1975-1998 роках село належало до Білостоцького воєводства.